# Emilio Agostini
Emilio Agostini (Sassetta, 5 maggio 1874 – Rio nell'Elba, 11 luglio 1941) è stato un poeta e farmacista italiano.

## Biografia
Il padre, medico condotto, aveva sposato Anna Binelli, di Rio nell'Elba ed era amico di Giosuè Carducci, che fu spesso suo ospite, ed influenzò anche le ambizioni del figlio.
Frequentò il ginnasio a Lucca ed al Cicognini di Prato; dal 1894 al 1898 frequentò l'Università di Pisa da cui uscì con la laurea della scuola di farmacia. Negli anni universitari partecipò a un cenacolo letterario, dove gli amici presero a chiamarlo "Tigrino" (nomignolo che l'Agostini mantenne anche in seguito), facendo riferimento al Carducci e al personaggio (Tigrin della Sassetta) citato nella poesia Faida di Comune.
Lavorò a Castagneto Carducci, successivamente ad Orbetello, direttore della farmacia dell'Ospedale S. Giovanni di Dio, dal gennaio 1903 al giugno 1904, poi lavorò fino al 1910 ad Albano Laziale e Velletri.
Tornato in Toscana e sposata la cugina Adelaide Sbragia, si trasferì a Rio nell'Elba. Rimasto vedovo, si risposò con Argia Malenotti di Castagneto Carducci e, dopo un breve periodo trascorso nel Fiorentino, ritornò definitivamente a Rio nell'Elba, dove morì l'11 luglio 1941.
Pubblicò diversi libri di poesia: nel 1898, per l'editore Belforti di Livorno, una prima raccolta di versi dal titolo Lontani Sorrisi (ed. Ortalli, Livorno) e nel 1902 una seconda raccolta; nel 1899 pubblicò Lumiere di Sabbio (ed. Giusti di Livorno), una raccolta di racconti d'infanzia, ripubblicato nel 1911 da Marzocco (Firenze) ed anche a Città di Castello per i tipi di Scipione Lapi, editore della prima edizione del Belli. L'opera raggiunse le 15 000 copie. Nel 1909 uscì la raccolta di liriche Venti salmastri (Oneglia). Pubblicò anche la raccolta di liriche Maremma (Ortalli, 1904), Ode al Compagno Caduto (1906) e Rami di Quercia (Marzocco, 1911).
Già nel 1902, l'Agostini era stato segnalato come anarchico e massone e schedato. Nel 1926 Lumiere di Sabbio fu giudicato "inadatto" come libro di testo per le scuole elementari, perché la Commissione lo ritenne carente di "fini educativi morali e patriottici". Nell'agosto del 1931, gli fu attribuita la dichiarazione: «Questa è la libertà che ci hanno portato Mussolini e Ciano in questa porca Italia», e si rese latitante. Deferito alla Magistratura, il provvedimento venne archiviato il 23.4.1932 per insussistenza di reato. Nel 1935 fu ancora segnalato per continuo contegno antifascista. 
Queste sue convinzioni politiche gli costarono anni di silenzio; solo nel 1939 uscirono i Canti della Luce e i Canti dell'Ombra; una raccolta di  novelle dal titolo Terre Selvatiche, i versi di Epistole ad sodales ed il romanzo Gervasio, pur pronti per la pubblicazione, non uscirono per la sopravvenuta morte.
Inizialmente Emilio Agostini non fu apprezzato dal Carducci (pur amico di famiglia), che comunque in seguito si ricredette, ma fu invece subito apprezzato da critici del calibro di Ettore Cozzani, Diego Garoglio, Sem Benelli, ed ebbe gli elogi di Giovanni Pascoli e Gabriele D'Annunzio.